# جيمي بلانتون
جيمي بلانتون (بالإنجليزية: Jimmy Blanton)‏ هو عازف جاز أمريكي، ولد في 5 أكتوبر 1918 في تشاتانوغا في الولايات المتحدة، وتوفي في 30 يوليو 1942 في لوس أنجلوس في الولايات المتحدة بسبب سل.

## وصلات خارجية
- جيمي بلانتون على موقع الموسوعة البريطانية (الإنجليزية)
- جيمي بلانتون على موقع ميوزك برينز (الإنجليزية)
- جيمي بلانتون على موقع إن إن دي بي (الإنجليزية)
- جيمي بلانتون على موقع أول ميوزيك (الإنجليزية)
- جيمي بلانتون على موقع ديسكوغز (الإنجليزية)